# Benedetto Pola
Benedetto Pola (Borgosatollo, 17 aprile 1915 – Borgosatollo, 1º agosto 2000) è stato un pistard italiano.

## Carriera
Già abile corridore su pista, a diciotto anni deteneva il titolo nazionale di velocità dei dilettanti, conquistato a Genova nell'agosto del 1933.
A diciannove anni vinse sulla pista di Lipsia 1934 il titolo mondiale di velocità dilettanti. Nella finalissima riuscì a battere il noto Arie van Vliet, detentore del titolo. Partecipò poi ai campionati del mondo del 1937 classificandosi soltanto quarto; l'anno precedente era stato quarto anche alle Olimpiadi a Berlino sia nella velocità che nel chilometro a cronometro.
Passato professionista nel 1938, nello stesso anno fu per la prima e unica volta campione nazionale di categoria nella velocità. Negli anni seguenti non ottenne più titoli tricolori né piazzamenti ai campionati del mondo.

## Competizioni
- 1933  1º nel Campionato Nazionale, Pista, Sprint, Dilettanti, Italia
- 1934  3a nella Copenhagen, DBC's Grand Prix for Amatører, (København, Sprint, Dilettanti), Ordrup (Hovedstaden), Danimarca
- 1934  1a nel Campionato Nazionale, Pista, Sprint, Dilettanti, Italia
- 1934  1a nel Campionato del mondo, Pista, Sprint, Dilettanti, Lipsia, Germania
- 1935  2a nel Campionato Nazionale, Pista, Sprint, Dilettanti, Italia
- 1936  1a nel Campionato Nazionale, Pista, Sprint, Dilettanti, Italia
- 1936  4a nei Giochi Olimpici, Pista, 1 km, Elite, Berlino, Germania
- 1937  1a nel Campionato Nazionale, Pista, Sprint, Dilettanti, Italia
- 1937  1a nel Grand Prix de Paris, (Paris, Sprint, Dilettanti), Paris (Ile-de-France), Francia
- 1938  1a nel Campionato Nazionale, Pista Sprint, Elite, Italia
- 1941  3a nel Campionato Nazionale, Pista Sprint, Elite, Italia
- 1942  3a nel Campionato Nazionale, Pista Sprint, Elite, Italia
- 1945  2a nel Campionato Nazionale, Pista Sprint, Elite, Italia
- 1946  3a nel Campionato Nazionale, Pista Sprint, Elite, Italia